# 戸田忠真
戸田 忠真（とだ ただざね）は、江戸時代中期の大名、老中。下総佐倉藩主、越後高田藩主、下野宇都宮藩主。宇都宮藩戸田家4代。父は老中で佐倉藩主戸田忠昌、母は秋元富朝の娘。同じく老中の秋元喬知は兄に当たる。

## 生涯
下総佐倉藩で6万1000石を領した戸田忠昌の次男として生まれる。父が老中として長年現役であったため49歳まで跡継ぎのままであったが、その間忠真自身も寺社奉行として幕政の中にあり、父の所領とは別個に1万石を与えられている。
忠真は厳格公正な性格で知られていた。紀伊藩と高野山との間で領地問題で係争が度々あったが、歴代の寺社奉行は御三家の威光を恐れて裁定を引き伸ばすだけだった。忠真は「非は紀伊徳川家にある」と正直に裁定する一方で、高野山の僧徒が幕府の命に背いたことがあるとして、600余人を流罪にした。
江戸城中で勅旨御馳走役浅野長矩が高家吉良義央に斬りつける事件があった際、急遽御馳走役の代役を担当した。この際は急遽の職務命令であり、浅野家の定紋がついたままの火鉢が宇都宮城に置かれているほど現場は混乱した。しかし大任を果たしたにもかかわらず、将軍綱吉の不興を買ったか、同年のうちに越後高田に懲罰的な移封となった。
父の死後、家督相続と同時に寺社奉行を辞任し、一旦幕政から退く。
宝永6年（1709年）に将軍の徳川綱吉が死去し、権勢を振るっていた柳沢吉保も失脚すると、下野宇都宮へと再度関東への移封（帰還）となるが、戸田家は高田より雪の少ないことを非常に喜んだ。
正徳4年（1714年）には再び幕政に復帰し、老中として7代将軍徳川家継、8代将軍吉宗の2代に仕えた。正徳5年（1715年）に起こった長州藩と徳山藩の問題（万役山事件）の裁定も担当した。
所領は、父とは別に領していた所領を家督相続と同時に本藩所領と合算した上で、弟に3150石を分地したため、都合6万7850石。領国は佐倉から越後高田藩をへて下野宇都宮藩に移る。後に吉宗から1万石を加増され7万7850石となり、戸田家の所領は幕末までこれで推移する。
息子の忠久に先立たれたため、家督は甥で養子の忠余が継いだ。

## 略歴
- 1651年（慶安4年）：生誕
- 1685年（貞享2年）：奏者番
- 1687年（貞享4年）5月18日：寺社奉行も兼務。父とは別に1万石
- 1699年（元禄12年）閏9月：佐倉藩戸田家の家督を継ぐ。9月23日、奏者番、寺社奉行を辞する
- 1701年（元禄14年）6月：高田に転封
- 1710年（宝永7年）閏8月：宇都宮に転封
- 1714年（正徳4年）9月6日：老中
- 1718年（享保3年）：1万石加増
- 1729年（享保14年）10月29日：死去（享年79）

## 官職および位階等の履歴
- 1665年（寛文5年）：従五位下日向守
- 1685年（貞享2年）：能登守
- 1714年（正徳4年）：従四位下侍従、山城守

## 系譜
父母
- 戸田忠昌（父）
- 秋元富朝の娘（母）

正室
- 毛利高直の娘

子女
- 戸田忠久（次男） 生母は芳春院（側室）
- 松平忠喬正室
- 松平正貞正室

養子
- 戸田忠余 - 戸田忠章の長男